# Piotr Kitrasiewicz
Piotr Kitrasiewicz (ur. 1962) – polski poeta, dziennikarz, prozaik, dramaturg.

## Życiorys
Studiował filologię polską na Uniwersytecie Warszawskim i kulturoznawstwo na Uniwersytecie Łódzkim. W latach 90. współpracował z niezależnym pismem artystycznym Enigma Ludzie * Sztuka * Myśli, później z „Magazynem Literackim”, w którym zajmował się detektywistyką literacką, odsłaniając w felietonach mało znane informacje o pisarzach. Drukował także humoreski w tygodniku Szpilki. Pracował również m.in. w „Gazecie Policyjnej”, „Antenie”, portalu.pl i „Teleprogramie” jako dziennikarz. Jest autorem słuchowisk emitowanych w III programie Polskiego Radia i Radiu Bis. Należy do Stowarzyszenia Dziennikarzy Polskich i Stowarzyszenia Pisarzy Polskich. Współpracował z „Expressem Wieczornym”, „Życiem Warszawy”, „Po prostu” (1990-1991), „Detektywem”, „Sukcesem”, „Przeglądem Tygodniowym”, „Magazynem Literackim – Książki”, „Słowem – Dziennikiem Katolickim”, „Powściągliwością i Pracą”, „Nowym Państwem”, „Biblioteką Analiz”, kwartalnikiem „Polish Culture Quarterly”, „Wiadomościami Literackimi” (2014).
Jako dziennikarz publikował wywiady z – politykami (Wiesławem Chrzanowskim, Leszkiem Balcerowiczem, Jarosławem Kaczyńskim, Waldemarem Pawlakiem, Januszem Piechocińskim, Lechem Falandyszem), aktorami (Hanką Bielicką, Edytą Olszówką, Ewą Wencel, Stanisławą Celińską, Cezarym Pazurą, Michałem Żebrowskim, Markiem Walczewskim, Stanisławem Górką, Markiem Frąckowiakiem, Karolem Strasburgerem), reżyserami (Andrzejem Wajdą, Krzysztofem Zanussim, Feliksem Falkiem, Andrzejem Żuławskim, Mieczysławem Waśkowskim, Wojciechem Wójcikiem), pisarzami (Zbigniewem Nienackim, Ireneuszem Iredyńskim, Andrzejem Szczypiorskim, Williamem Whartonem, Katarzyną Grocholą, Cezarym Harasimowiczem, Bogdanem Loeblem, Krystyną Siesicką, Maciejem Słomczyńskim, Joanną Chmielewską, Stanisławem Lemem, Andrzejem Sapkowskim), podróżnikami (Tony Halikiem, Stanisławem Szwarc-Bronikowskim, Krzysztofem Baranowskim, Ryszardem Rzepeckim, Robertem Makłowiczem), prezenterami TV i celebrytami (Anną Muchą, Hubertem Urbańskim, Kubą Wojewódzkim, Bogusławem Wołoszańskim, Rafałem Rykowskim, Rudi Schuberthem), muzykami i wokalistami (Jerzym Derflem, Krystyną Prońko, Stanisławem Wielankiem, Adamem Makowiczem, Joszko Brodą).
Wiersze publikował m.in. w antologiach i almanachach: „Miasto nowego millenium. Antologia poezji dzisiejszej Warszawy” (2001), „Bez granic. XXXIII Warszawska Jesień Poezji” (2004), „Na przekór wiatrom. Almanach poetów XXVIII Międzynarodowego Listopada Poetyckiego” (2005), „Amulety. Almanach poetów XXIX Międzynarodowego Listopada Poetyckiego” (2006), „Powidoki Listopada” (2007), „Między złotem a bielą. XXXI Międzynarodowy Listopad Poetycki” (2008), „Dźwięków świerszcz złoty. Antologia XXXIX Warszawskiej Jesieni Poezji” (2010).
W młodości, jeszcze jako licealista, zdobył dwie nagrody literackie: miesięcznika „Scena” w konkursie na utwór sceniczny (1979) oraz Programu III Polskiego Radia na mikrosłuchowisko rozrywkowe (1980).

## Publikacje
- Przyjaciele Cezara (dramat) [1992]
- Cień inkwizytora (poezja) [1993]
- Kochankowie (poezja) [1996[15]], [2001[16]], [2007][17]
- Morderstwo w senacie (dramaty i słuchowiska) [1999[18]]
- Sekrety pisarzy (szkice literackie) [2000[19]] [2003]
- Rynek książki w Polsce 1944-1989 (współautor Łukasz Gołębiewski [2005])[20]
- „Pisarze zapomniani” (szkice literackie) [2007[21]]
- „Sherlock Holmes i koledzy” (szkice o sławnych detektywach literackich) [2009]
- „Rok 2012. Apokalipsa nadchodzi?” (książka popularnonaukowa) [2010][22]
- „Apetyt na Melpomenę” (recenzje teatralne) [2015][23]
- „Jego Ekscelencja na herbatce z Goeringiem” (powieść historyczna) [2016] (Nagroda Książka Miesiąca Wrzesień 2016 w kategorii „Proza” – redakcji miesięcznika Magazyn Literacki Książki)[24]
- „Athenia. Miłość i torpeda” (powieść) [2017[25]]
- „Artyści w cieniu Stalina. Opowieści biograficzne. Eisenstein – Cwietajewa – Mandelsztam – Bułhakow. [2018[26]]
- „Polscy pisarze w cieniu Stalina. Opowieści biograficzne. Broniewski – Tuwim – Gałczyński – Boy-Żeleński” [2021][27]
- „Filmowcy przedwojennej Warszawy” (monografia) [2022][28]

### Opracowania
- Roman Jaworski Historie maniaków (wstęp) [2004][29]
- Franciszek Mirandola Tropy (redakcja i wstęp) [2005[30]]
- Jerzy Bandrowski Wściekłe psy (redakcja i wstęp) [2005]
- Bruno Jasieński Nogi Izoldy Morgan (redakcja i wstęp) [2005[31]]
- Bruno Jasieński Palę Paryż i Paul Morand Palę Moskwę (redakcja i wstęp) [2005[32]]
- Bruno Jasieński Bal manekinów (redakcja i wstęp) [2006][29]
- Fernando Pessoa Bankier anarchista (wstęp) [2006[33]]
- Mikołaj Kopernik O obrotach ciał niebieskich (wstęp) [2009]
- Zygmunt Freud O marzeniu sennym (redakcja i wstęp) [2010]